# Cryptophyllium athanysus
Cryptophyllium athanysus es una especie de insecto fásmido o insecto palo del género Cryptophyllium. Se encuentra en Sri Lanka.